# WKRP in Cincinnati: A XXX Parody
WKRP in Cincinnati: A XXX Parody ist eine Pornofilm-Parodie aus dem Jahr 2009 über die TV-Serie WKRP in Cincinnati aus den 1970er Jahren.

## Inhalt
Die Band Supertramp ist in der Stadt und der Radiosender WKRP verlost Tickets für das Konzert. Aber die Tickets gehen verloren. In der Zwischenzeit muss der entschlossene DJ Dr. Johnny Fever einige begeisterte Supertramp-Fans in Schach halten. Am Ende ruft Jennifer als Supertramp-Sängerin und eine persönliche Freundin an, um die Tickets zu ersetzen.

## Szenen
- Szene 1. Kagney Linn Karter, Ryan McLane
- Szene 2. Andy San Dimas, Tee Reel
- Szene 3. Ashlynn Brooke, Ralph Long
- Szene 4. Faye Reagan, Jackie Daniels, Evan Stone
- Szene 5. Holly Hearts, Scott Lyons

Zudem DVD Bonusmaterial mit Janet Mason und Rod Fontana

## Produktion
Regie führte bei dem Film Lee Roy Myers. Die Produktion führte Scott Taylor für das Studio New Sensations, welches auch den Vertrieb übernahm.

## Nominierungen
- 2011: AVN Award – Best Parody – Comedy
- 2011: AVN Award – Best Actress (Ashlynn Brooke)
- 2011: AVN Award – Best Three-Way Sex Scene (Jackie Daniels, Faye Reagan, Evan Stone)
- 2011: AVN Award – Best Non-Sex Performance (Rod Fontana)

## Rezeption
Cinema meint, dass das Look & Feel der pappigen Studiodeko-Originale nicht schlecht getroffen sei und die Darsteller auch angezogen überzeugen würden.
Bei Cyberspace Adult Video Reviews (CAVR) hat der Film 8,99 von 10 möglichen Punkten erhalten. Die Wertung setzt sich zusammen aus 8,94 Punkten für die sexuellen Handlungen, 9,00 Punkten für die Qualität der Aufnahmen und 9,25 Punkten für Extras.
AVN meint, dass der Film ein weiterer lustiger, sexy und erfolgreicher von Lee Roy Myers sei. Der Film sei auf allen Ebenen erfolgreich, die die heutigen Pornoparodien verlangen würde. Wie in anderen gelungenen Filmen sei die Parodie fast so humorvoll wie die ursprüngliche TV-Serie. Zudem habe der Film exzellente sexuelle Darbietungen von einer großartig aussehenden Besetzung zu bieten.